# Đồng Tâm, Tuyên Quang
Đồng Tâm là một xã thuộc tỉnh Tuyên Quang, Việt Nam.

## Địa lý
Xã Đồng Tâm nằm ở phía bắc huyện Bắc Quang, có vị trí địa lý:
- Phía đông giáp xã Đồng Tiến và xã Kim Ngọc
- Phía tây giáp xã Tân Quang và xã Tân Thành
- Phía nam giáp xã Việt Vinh
- Phía bắc giáp huyện Vị Xuyên.

Xã Đồng Tâm có diện tích 61,41 km², dân số năm 2019 là 5.209 người, mật độ dân số đạt 85 người/km².

## Lịch sử
Ngày 20 tháng 8 năm 1999, Chính phủ ban hành Nghị định 74/1999/NĐ-CP về việc thành lập xã Đồng Tiến trên cơ sở điều chỉnh 3.385,6 ha diện tích tự nhiên và 2.293 nhân khẩu của xã Đồng Tâm.
Sau khi điều chỉnh địa giới hành chính xã Đồng Tâm có 6.783,4 ha diện tích tự nhiên và 3.366 nhân khẩu.